# 弗勒里拉里维耶尔
弗勒里拉里维耶尔（法語：Fleury-la-Rivière，法語發音：[flœʁi la ʁivjɛʁ]）是法国马恩省的一个市镇，位于该省西部，属于埃佩尔奈区。

## 地理
弗勒里拉里维耶尔（49°5'48"N, 3°52'57"E）面积7.98 平方千米，位于法国大東部大區马恩省，该省份为法国东北部内陆省份，北起阿登省，西北接埃纳省，西南接塞纳-马恩省，南至奥布省，东南接上马恩省，东临默兹省。
与弗勒里拉里维耶尔接壤的市镇（或旧市镇、城区）包括：绍米济、贝尔瓦勒苏沙蒂永、科尔穆瓦约、达姆里、楠特伊拉福雷、罗姆里。

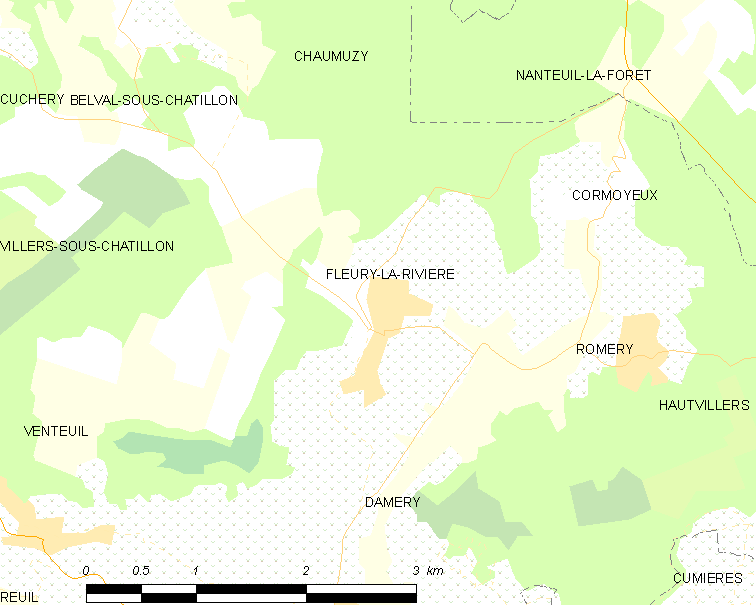
弗勒里拉里维耶尔的OSM定位图

弗勒里拉里维耶尔的时区为UTC+01:00、UTC+02:00（夏令时）。

## 行政
弗勒里拉里维耶尔的邮政编码为51480，INSEE市镇编码为51252。

## 政治
弗勒里拉里维耶尔所属的省级选区为多尔芒-香槟景县。

## 人口

1962-2008年间弗勒里拉里维耶尔人口变化图示

弗勒里拉里维耶尔于2022年1月1日时的人口数量为520人。